# Marc Pschebizin
Marc Pschebizin (* 13. Mai 1973 in Nürnberg) ist ein deutscher Triathlet und Abenteuersportler.

## Werdegang
Marc Pschebizin wurde 1998 in Zofingen Duathlon-Weltmeister der Amateure. Seitdem ist er auch Mitglied der deutschen Duathlon-Nationalmannschaft. Außerdem gewann er den Internationalen Duathlon im Central Park in New York. 1999 belegte er in der Powerman-Serie dem Duathlon-Weltcup den vierten Rang in der Gesamtwertung. Ein Jahr später wurde Pschebizin in Immenstadt Deutscher Vizemeister im Cross-Triathlon. Beim Powerman in Trier, nahe seiner Heimatstadt Wittlich, wurde er 2001 Zweiter. In der folgenden Saison gewann er den Powerman Luxemburg, sowie den X-Terra in Victoria.
2003 konnte er einen Duathlon im österreichischen Bad Häring für sich entscheiden. Ein Jahr später gewann er das 24-Stunden-Mountainbike-Rennen in Saalbach-Hinterglemm und er wurde beim Ironman France in Gérardmer Zehnter. Marc Pschebizin konnte 2005 zum fünften Mal hintereinander den Crossduathlon in Morbach für sich entscheiden.
In der Saison 2006 gewann er die Internationale Österreichische Duathlon-Meisterschaft auf der Langdistanz. Außerdem startete er mit einem Vierer-Team bei der Raid-Weltmeisterschaft in Kanada, wo sie den vierten Platz belegten. Unter anderem war auch seine damalige Lebensgefährtin Tine Tretner in seinem Team.

2007 konnte sich Pschebizin beim Ironman France in Nizza mit dem siebten Platz bei den Profis für den Ironman Hawaii qualifizieren.
Im Sommer 2012 gewann er zum zehnten Mal den Inferno Triathlon in Mürren in der Schweiz in einer Zeit von 8:48:56 Stunden.
Zu Beginn des Jahres 2008 konnte Marc Pschebizin den Challenge Wanaka in Neuseeland für sich entscheiden und wurde im Juli beim Challenge Roth Zehnter.
Der dreimalige Familienvater ist heute als Coach und Trainer tätig. Seit 2010 trainiert er Jens Roth (* 1988).
Im August 2017 ging der 44-Jährige nach fünf Jahren Pause wieder beim Inferno Triathlon an den Start und belegte den dritten Rang.

## Sportliche Erfolge
| Datum/Jahr    | Rang | Wettbewerb                 | Austragungsort   | Zeit     | Bemerkung                                |
| ------------- | ---- | -------------------------- | ---------------- | -------- | ---------------------------------------- |
| 16. Sep. 2012 | 9    | Challenge Henley-on-Thames | Henley-on-Thames | 09:01:16 |                                          |
| 21. Jan. 2011 | 1    | Israman                    | Eilat            | 09:43:03 | Sieger auf der Ironman-Distanz in Israel |
| 20. Juni 2010 | 2    | Mittelmosel Triathlon      | Zell             | 02:02:26 |                                          |
| 17. Jan. 2009 | 5    | Challenge Wanaka           | Wanaka           | 08:53:36 | [ 4 ]                                    |
| 13. Juli 2008 | 10   | Challenge Roth             | Roth             | 08:34:58 | persönliche Langdistanz-Bestzeit         |
| 19. Jan. 2008 | 1    | Challenge Wanaka           | Wanaka           | 08:47:49 | Sieg und neuer Streckenrekord            |
| 13. Okt. 2007 | 55   | Ironman Hawaii             | Hawaii           | 09:13:18 |                                          |
| 24. Juni 2007 | 8    | Ironman France             | Nizza            | 09:05:23 |                                          |
| 26. Juni 2004 | 10   | Ironman France             | Gérardmer        | 09:11:14 |                                          |

| Datum/Jahr    | Rang | Wettbewerb                                 | Austragungsort  | Zeit       | Bemerkung |
| ------------- | ---- | ------------------------------------------ | --------------- | ---------- | --- |
| Aug. 2017     | 3    | Inferno Triathlon                          | Berner Oberland | 09:11:43,6 | |
| 1. Juni 2014  | 21   | ETU Cross Triathlon European Championships | Orosei          | 02:31:52   | Europameisterschaft Cross-Triathlon                                                                                            |
| 18. Aug. 2012 | 1    | Inferno Triathlon                          | Berner Oberland | 08:48:56,9 | 10. Sieg im Berner Oberland |
| 20. Aug. 2011 | 3    | Inferno Triathlon                          | Berner Oberland | 07:59:23,1 | Der Triathlon musste aufgrund ungünstiger Wetterbedingungen ohne die Schwimmdistanz ausgetragen werden.                        |
| 21. Aug. 2010 | 1    | Inferno Triathlon                          | Berner Oberland | 08:56:49,8 | 3,1 km Schwimmen; 97 km Road Bike (Steigung 2.145 m); 30 km Mountain Bike (Steigung 1180 m); 25 km Berglauf (Steigung 2.175 m) |
| 2009          | 1    | Inferno Triathlon                          | Berner Oberland | 09:03:04,9 | |
| 2008          | 2    | Inferno Triathlon                          | Berner Oberland | 09:07:05,1 | hinter dem Sieger Olaf Sabatschus                                                                                              |
| 2007          | 1    | Inferno Triathlon                          | Berner Oberland | 09:04:40,5 | |
| 2006          | 1    | Inferno Triathlon                          | Berner Oberland | 08:39:18,3 | |
| 2005          | 1    | Inferno Triathlon                          | Berner Oberland | 08:39:18,3 | |
| 2004          | 1    | Inferno Triathlon                          | Berner Oberland | 08:49:39,4 | |
| 2003          | 2    | Inferno Triathlon                          | Berner Oberland | 09:09:27,7 | |
| 2002          | 1    | Inferno Triathlon                          | Berner Oberland | 08:39:44,1 | |
| 2001          | 1    | Inferno Triathlon                          | Berner Oberland | 08:41:50,8 | |
| 2000          | 2    | Inferno Triathlon                          | Berner Oberland | 08:40:37,3 | |
| 1999          | 1    | Inferno Triathlon                          | Berner Oberland | 08:51:41,0 | |

| Datum/Jahr    | Rang | Wettbewerb                                     | Austragungsort | Zeit     | Bemerkung                                                            |
| ------------- | ---- | ---------------------------------------------- | -------------- | -------- | -------------------------------------------------------------------- |
| 7. Mai 2006   | 5    | Powerman Luxemburg                             | Weiswampach    | 2:52:14  |                                                                      |
| 13. Sep. 2003 | 8    | Powerman Zofingen                              | Zofingen       | 6:49:52  | Powerman-Langdistanz-Duathlon-WM                                     |
| Mai 2003      | 1    | VBA-Duathlon                                   | Bad Häring     |          | Duathlon-Langdistanz (12 km Laufen, 80 km Radfahren und 8 km Laufen) |
| 8. Sep. 2001  | 11   | ITU Duathlon Long Distance World Championships | Venray         | 02:51:01 | Duathlon-Weltmeisterschaft auf der Langdistanz                       |
| 4. Juli 1999  | 9    | Powerman Austria                               | Weyer          | 03:25:46 | 14 km Laufen, 76 km Radfahren und 7 km Laufen                        |
| 7. Juni 1998  | 4    | Powerman Zofingen                              | Zofingen       | 6:30:11  |                                                                      |